# Космічна вулиця (Харків)
Космічна вулиця — вулиця в Шевченківському районі міста Харкова що з'єднує проспект Науки та вулицю Леся Курбаса біля виходу останньої на Клочківську.
Довжина 1,2 км. Перша назва — Коса (1925), пов'язана з тим, що вулиця перетинає мікрорайон по косій. Нинішню назву отримала 18 квітня 1961 року на честь першого польоту людини в космос.
Дорога і тротуари вулиці асфальтовані. У прилеглих кварталах розташовані багатоповерхові житлові будинки, побудовані переважно в другій половині XX-го століття. Тут знаходяться: виконком Шевченківського району (буд. 17а), універсам «Космічний» (зараз Le Silpo), бізнес-центр «Ковчег», інші офіси та магазини.